# Cloudera
Cloudera（英語：Cloudera, Inc.）是一家位于美国的软件公司，向企业客户提供基于Apache Hadoop的软件、支持、服务以及培训。
Cloudera的开源Apache Hadoop发行版，亦即（Cloudera Distribution including Apache Hadoop，CDH），面向Hadoop企业级部署。Cloudera称，其一半以上的工程产出捐赠给了各个基于Apache许可与Hadoop紧密相连的开源项目（Apache Hive、Apache Avro、Apache HBase等等）。Cloudera还是Apache软件基金会的赞助商。

## 历史
2009年3月《纽约时报 》的一篇博客报道了Cloudera。三名来自谷歌、雅虎和脸书的工程师（Christophe Bisciglia、Amr Awadallah和Jeff Hammerbacher）与一位甲骨文前高管（迈克 · 奥尔森）加入该公司。奥尔森先前担任Sleepycat Software首席执行官，他还是开源嵌入式的数据库引擎Berkeley DB（2006年被甲骨文收购）的创始人。Hammerbacher过去在脸书使用Hadoop构建涉及海量用户数据的分析程序。
2014年6月，Cloudera收购了开发加密和密钥管理软件的Gazzang。。
Cloudera于2017年3月申请首次公开募股，并于2017年4月28日在纽约证券交易所上市，代码为CLDR。
2021年6月2日，私募股权投资公司KKR & Co. (KKR)和Clayton Dubilier & Rice LLC (简称CD&R)已同意以大约53亿美元收购Cloudera Inc. (CLDR)，将这家软件公司私有化。

## 生态系统
- 思科
- 惠普
- 国际商业机器
- 英特尔
- 微策略
- 甲骨文
- 思爱普

## 类似厂商
- Hortonworks
- Pivotal